# Cecilia af Jochnick
Cecilia Harriet Maria Birgitta af Jochnick, född 27 november 1952, är en svensk författare och skribent.
af Jochnick är uppvuxen i Väse i Värmland. Hon är utbildad fritidsledare, ridlärare och jordbrukare och har även studerat sociologi och pedagogik. Hon startade år 1988 tidningen Kvinnosyn, en dagstidning för kvinnor, och var dess chefredaktör fram till dess nedläggning 1994. Tidningen beskrevs som en som "många talar om men få prenumererar på", och uttryckte en ambition att "vara vanvördiga och rasera patriarkatet underifrån" istället för att "vara sura feminister".
af Jochnick har därefter ägnat sig åt att verka som skribent, föreläsare i kvinnligt ledarskap och instruktör i natural horsemanship. Hon medverkar (2020) återkommande som krönikör i Värmlands Folkblad.
af Jochnick var värd för Sommar i P1 1996. Samma år tilldelades hon Föreningen för Värmlandslitteraturs litteraturstipendium.